# Verbotica

## Verbotica
Verbotica es una aplicación web gratuita para la cojugación de los verbos españoles (español castellano). El sistema Verbotica se basa en un algoritmo que respeta los cambios en las reglas hechas recientemente por la Real Academia Española (RAE) en 2010. Como no es una aplicación convencional, que se basa en más o menos extensa base de datos de los verbos, no hay verbo, que Verbotica no pueda conjugar. La herramienta para la conjugación Verbotica responde las cuestiones más frecuentes de los usuarios avanzados del idioma español, como el doble participio; doble al triple forma correcta de algunos verbos en primera persona del singular del presente; acentos en verbos reflexivos en gerundio e imperativo y por último pero no menos importante la cuestión de la escritura del acento en verbos monosilábicos.

## Desarrollo
El desarrollo de la aplicación comenzó en abril de 2014 en Praga y el 2 de enero de 2015 Verbotica lanzó su pleno funcionamiento.
- Datos: Q25401116